# گلندرود
گَلَن رود، روستایی از توابع بخش مرکزی شهرستان نور در استان مازندران در ایران است.

## جمعیت
این روستا در دهستان میان‌بند قرار دارد و براساس سرشماری مرکز آمار ایران در سال ۱۳۸۵، جمعیّت آن ۵۷ نفر (۱۸خانوار) بوده‌است. مردم گلنرود از قومیت طبری هستند که ریشه آن به قوم آمارد و قوم تپوری می‌رسد. مردم گلنرود به زبان طبری (مازندرانی) و گویش کجوری سخن میگویند.